# 록맨: 더 파워 배틀
《록맨: 더 파워 배틀》(ロックマン・ザ・パワーバトル)은 캡콤이 제작한 아케이드 게임으로, 록맨 시리즈의 스핀오프이다. Dr. 와일리가 부리는 로봇들을 일대일 대전으로 상대하는 격투 게임의 구조를 갖췄다. 캡콤이 제작한 기판 CP 시스템으로 1995년 10월 18일 전세계로 출시됐고, 서양 지역에선 메가맨: 더 파워 배틀(Mega Man: The Power Battle)이라는 제목으로 발매됐다. 1996년에 후속작 《록맨: 더 파워 파이터즈》가 발매됐다.
2000년에 네오지오 포켓 컬러로 더 파워 파이터즈와 함께 간추린 《록맨: 배틀 & 파이터즈》가 출시됐고, 2004년에는 원 아케이드 게임 두 개가 포함된 《록맨: 파워 배틀 파이터즈》가 출시됐다. 2004년에 북미에서 발매된 《메가맨 애니버서리 컬렉션》엔 더 파워 파이터즈와 함께 수록됐다. 2006년엔 디지털 플랫폼 게임탭으로 출시됐다.